# Wolfgang Porsche
Wolfgang Heinz Porsche (Stoccarda, 10 maggio 1943) è un imprenditore e manager tedesco naturalizzato austriaco, membro della famiglia Porsche. Azionista e presidente dei Consigli di sorveglianza di Porsche Automobil Holding SE e di Porsche AG, membro dei Consigli di Sorveglianza di Volkswagen AG e Audi AG, ricopre anche incarichi nel campo della cultura e della scienza ed è Console onorario di Norvegia.
È il figlio più giovane di Ferdinand (Ferry) Porsche e Dorothea Reitz. Suo fratello maggiore è Ferdinand (Butzi) Porsche, designer della Porsche 911.

## Biografia
Wolfgang Heinz Porsche è nato nel 1943 a Stoccarda, in Germania, e dal 1944 è cresciuto a Zell am See, in Austria. Nel 1950 è tornato a Stoccarda con i genitori, dove ha frequentato la scuola Waldorf. Con la maturità nel 1965 presso la Odenwald School di Heppenheim, Porsche superò anche l'esame di artigiano come fabbro.
In seguito ha studiato scienze commerciali presso l'Università del commercio mondiale di Vienna, laureandosi in economia aziendale. Nel 1973 Porsche ha ottenuto il dottorato in scienze commerciali con una tesi sulla tipologia dei fenomeni di concentrazione commerciale.
Nel 1973 Porsche fondò Jamoto, l'importatore generale di motociclette Yamaha in Austria, nel 1991 le vendite furono estese all'Ungheria, nel 1992 Jamoto fu trasformata in Yamaha Motor Austria, una joint venture con Yamaha Motor Europe NV, lo stesso accadde nel 1993 con Jamoto Hungary. Insoddisfatto di Yamaha, nel 2000 ha venduto tutte le sue quote in entrambe le joint venture a Yamaha Motor Europe NV. Dal 1976 ha lavorato per cinque anni come manager presso Daimler-Benz nella gestione delle vendite e degli investimenti. Nel 1978 è stato nominato nel consiglio di sorveglianza di Porsche AG, diventandone presidente nel gennaio 2007. Dal 1988 al 2011 ha anche agito come socio amministratore di Porsche Holding GmbH, Salisburgo.
Dopo la morte del padre, Ferry Porsche, nel 1998, la famiglia Porsche lo ha eletto proprio portavoce. Wolfgang Porsche vede il suo compito principale nel continuare l'attività dell'azienda con lo stesso spirito con cui suo padre Ferry e suo nonno Ferdinand Porsche hanno costruito insieme ai membri delle famiglie Porsche e Piëch. In qualità di membro del consiglio di sorveglianza, ha svolto un ruolo chiave nel plasmare lo sviluppo di Porsche AG e, dal 2007, di Porsche Automobil Holding SE, che è il maggiore azionista di Volkswagen AG con il 53,1% dei diritti di voto.
Dal 2004, Wolfgang Porsche è proprietario della grande proprietà di oltre 600 anni a Zell am See, che dal 1941 funge da quartier generale della famiglia. L'azienda agricola biologica alpina conta oggi circa 200 bovini e riceve sussidi agricoli dall'UE. 
Nel 2013 è stato eletto nel consiglio di sette membri dell'Università di Salisburgo. Porsche è membro del Consiglio di fondazione del Deutsches Museum e della Hypo Cultural Foundation ed è coinvolto in altri ambiti culturali e sociali, ad esempio come co-sponsor del Burgtheater e della Scuola di equitazione spagnola a Vienna. 

## Vita privata
Porsche è stato sposato la prima volta con Karin Händler. Hanno avuto un figlio (* 1974) e una figlia (* 1978). Si è sposato una seconda volta nel 1988 con la regista e sceneggiatrice Susanne Bresser. La coppia ha avuto due figli (* 1993, * 1996) ed ha divorziato nel 2008.) Porsche si è risposato nel 2019 con Claudia Hubner, ex consigliere di Stato e docente di diritto civile e penale, dopo una relazione di 15 anni.  Nel marzo 2023 ha chiesto il divorzio dopo aver vissuto separato dalla moglie Claudia per due anni a causa, sostiene, della demenza senile di lei. Porsche ha una relazione dal 2022 con Gabrielle Prinzessin zu Leiningen, nata Thyssen, ex moglie del quarto Aga Khan.
Wolfgang Porsche vive a Zell am See in Austria.

## Premi
- 1998: Medaglia d'Oro d'Onore dello Stato di Salisburgo
- 2005: Grande Decorazione d'Onore in Oro per i servizi resi alla Repubblica d'Austria
- 2005: Cavaliere di 1ª classe dell'Ordine al merito norvegese
- 2008: medaglia d'oro Staufer per i servizi allo stato federale del Baden-Württemberg
- 2012: Senatore Onorario dell'Università di Salisburgo
- 2013: cittadino onorario di Zell am See
- 2018: Gran Decorazione d'Onore dello Stato di Salisburgo